# 메리 L. 트럼프
메리 L. 트럼프(Mary L. Trump, 본명: 메리 리 트럼프, Mary Lea Trump, 1965년 5월 3일 ~)는 미국의 심리학자이자 작가이다. 트럼프가의 일원이며, 그녀의 삼촌인 미국 대통령 당선인 도널드 트럼프에 대해 비판적이었다. 그와 가족에 관한 그녀의 2020년 책인 너무 과한데 만족을 모르는은 출간일에 거의 백만 부가 팔렸다. 두 권의 책이 추가로 "The Reckoning"(2021)과 "Who Could Ever Love You"(2024)로 이어졌다.
2020년 9월, 메리 트럼프는 그녀의 할아버지 프레드 트럼프의 부동산 포트폴리오에 대한 그녀의 지분에서 수천만 달러를 사취했다고 주장하면서 그녀의 삼촌 도널드, 이모 메리앤 및 그녀의 고인이 된 삼촌 로버트의 재산을 고소했다. 이 소송은 2022년 11월에 기각되었다. 도널드 트럼프는 자신의 재산과 가족 재정에 대한 2018년 폭로의 출처로 사용한 금융 문서를 뉴욕 타임스에 제공한 혐의로 2021년 9월 메리에게 최소 1억 달러를 청구했다.